# Росток (округ)
Округ Росток был образован в 1952 году после ликвидации земель на территории Германской Демократической Республики как один из 15 округов.
Он состоял из 10 районов, 4 городов окружного подчинения и 360 коммун. В связи с воссозданием земель был ликвидирован в 1990 году.